# فهرست وابسته‌های دیپلماتیک آرژانتین

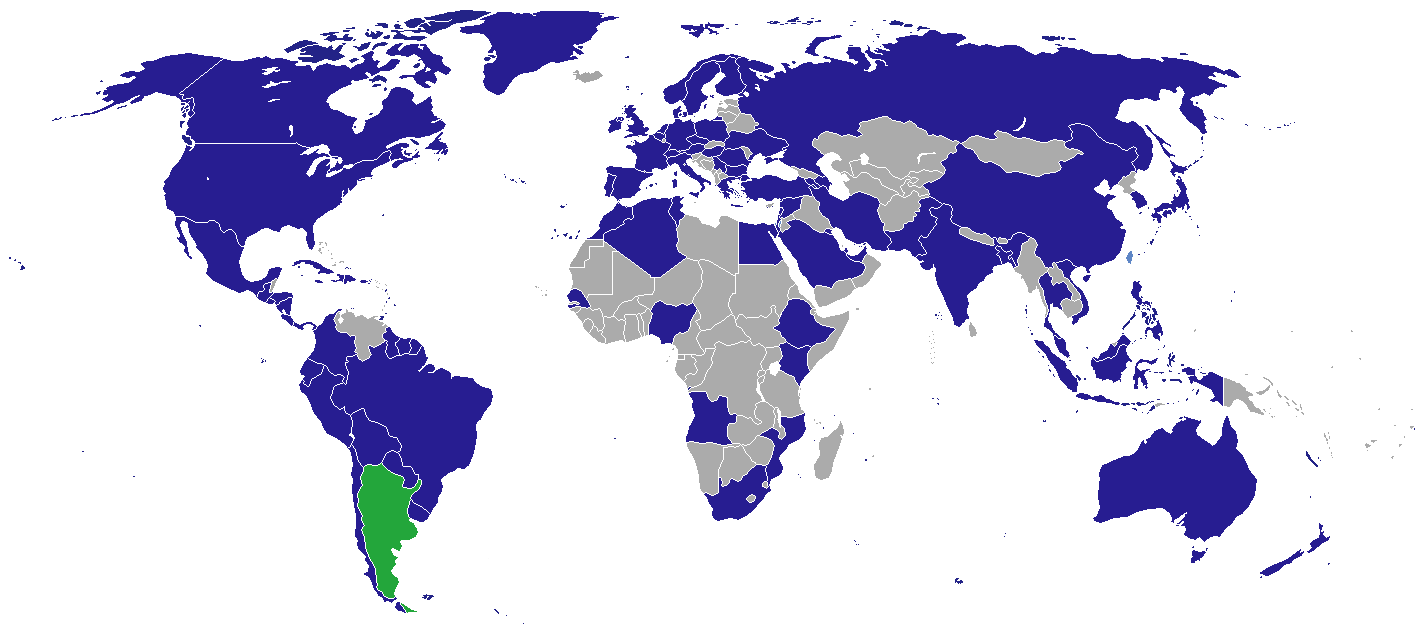
نقشه سفارتخانه‌های آرژانتین

فهرست سفارت‌های آرژانتین، فهرستی از مراکز سفارتخانه و کنسولگری کشور آرژانتین در سراسر جهان است.

## آسیا

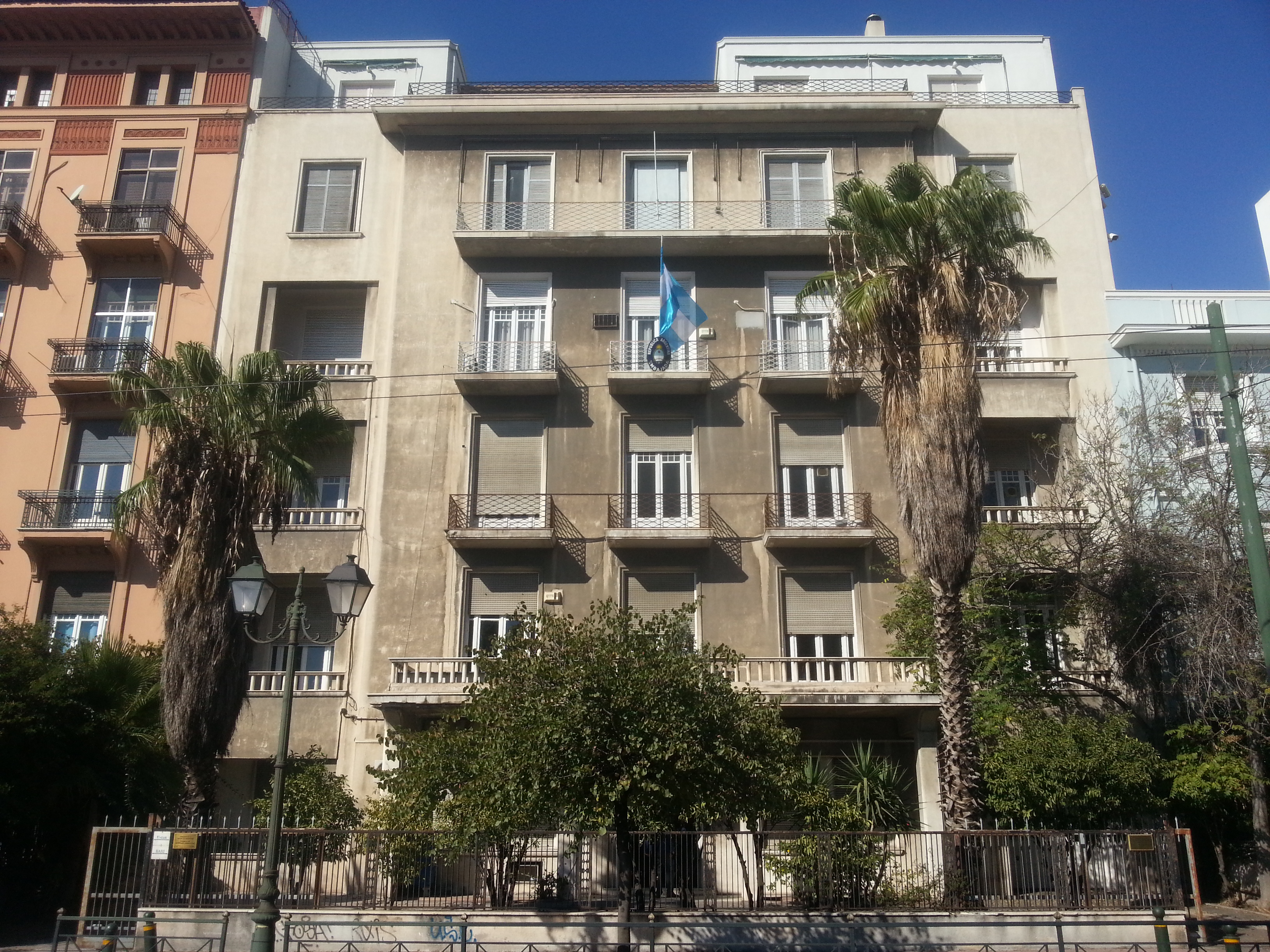
سفارتخانه آرژانتین در آتن

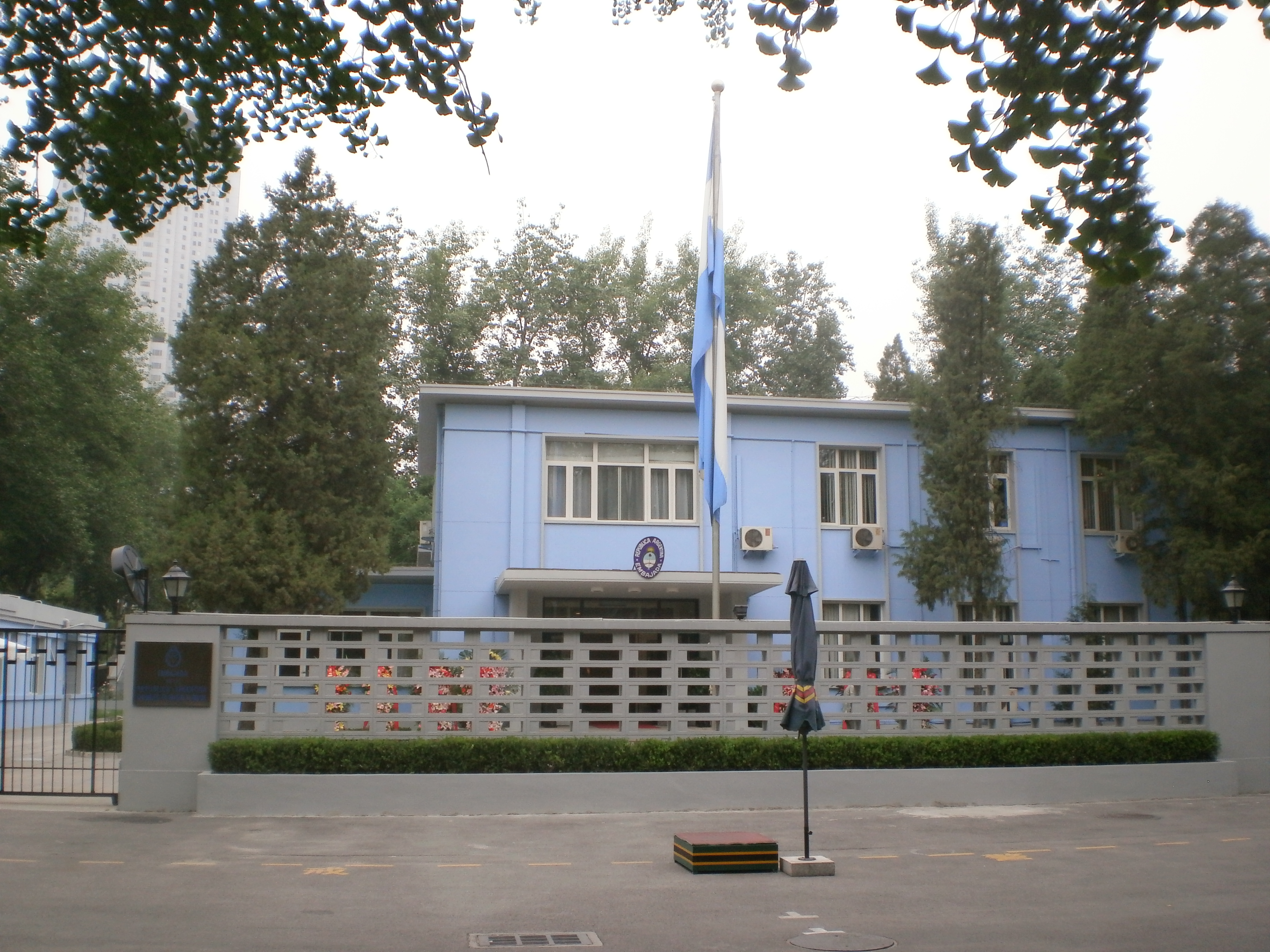
سفارتخانه آرژانتین در پکن

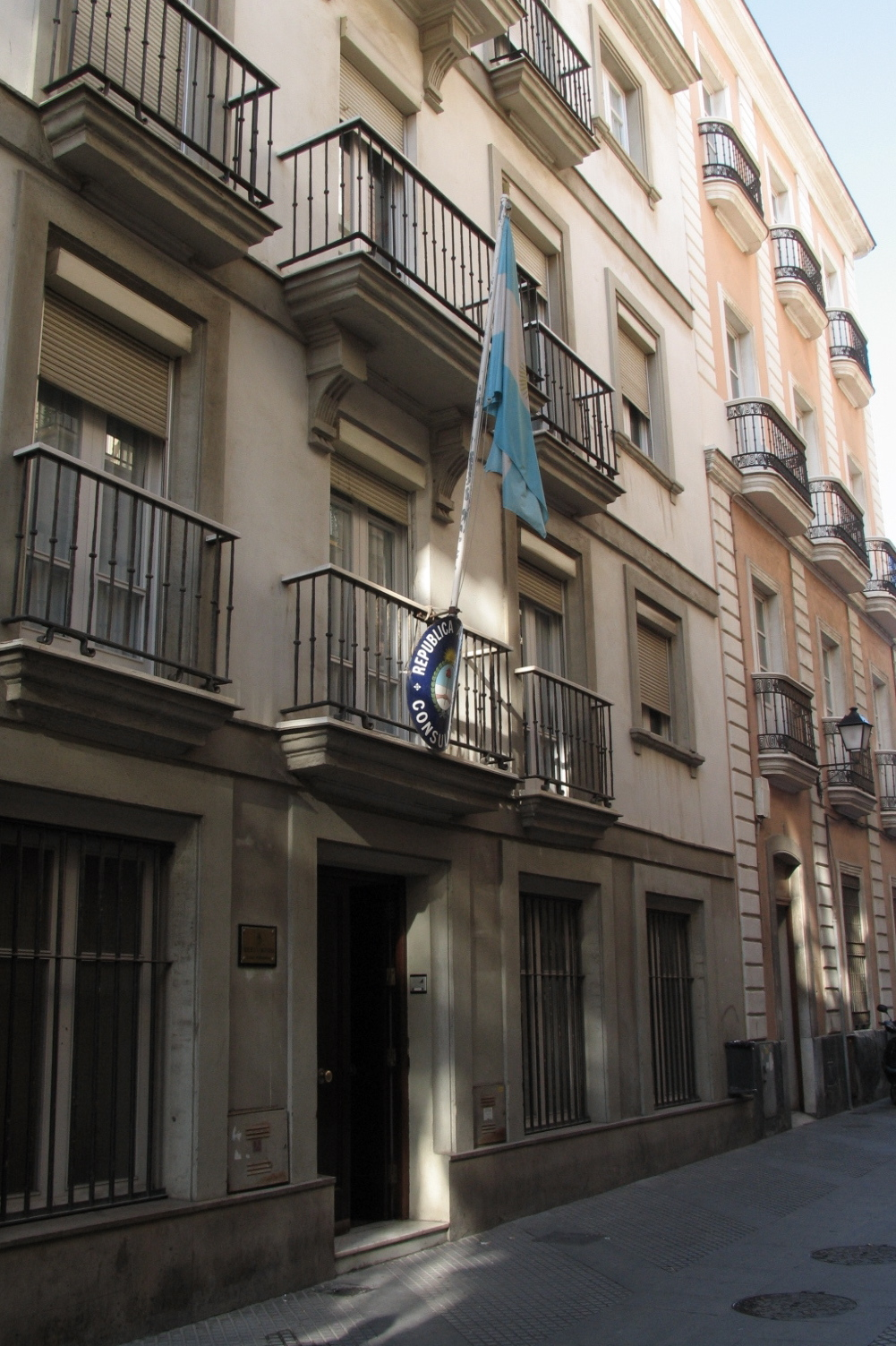
کنسولگری آرژانتین در کادیز

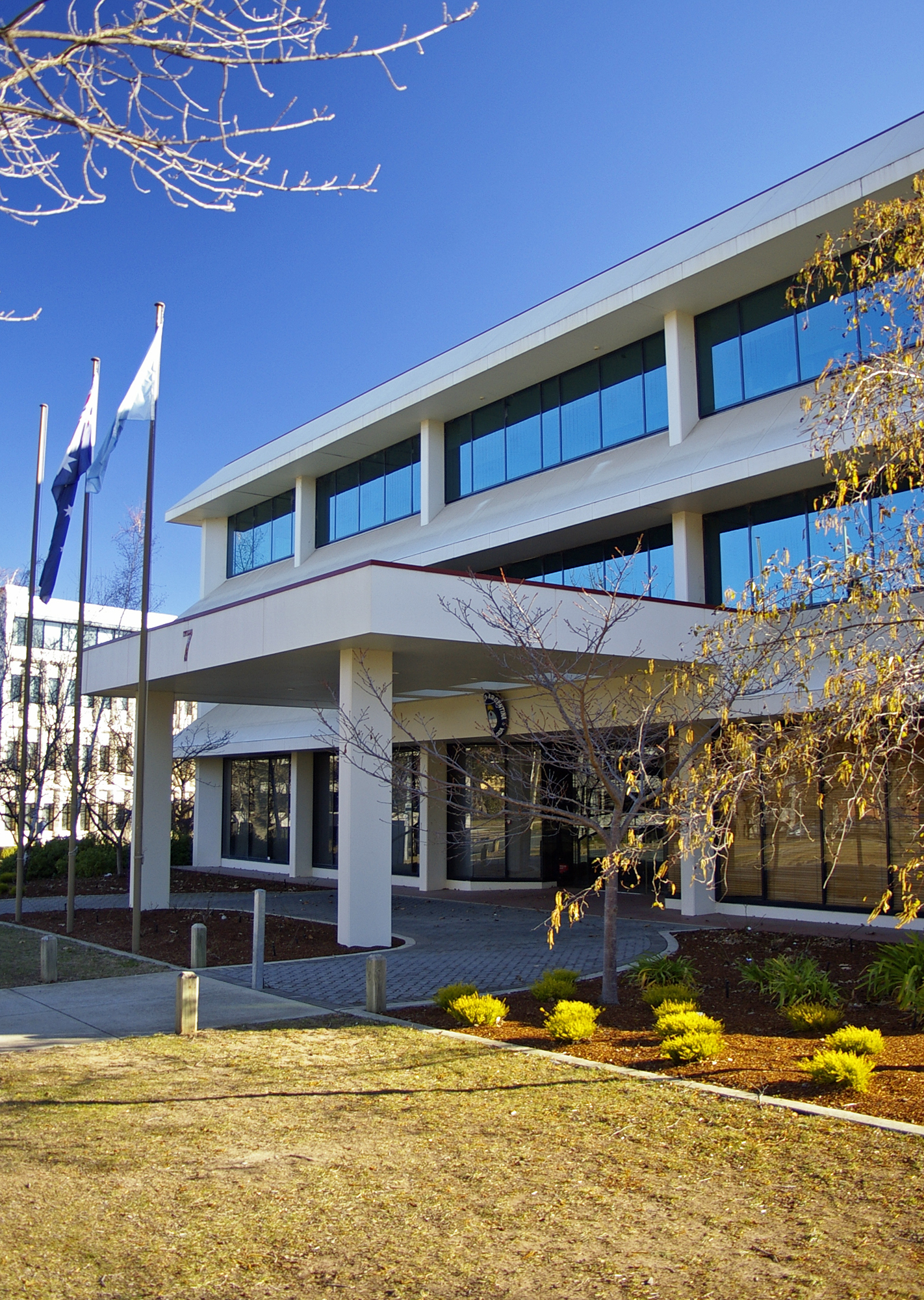
سفارتخانه آرژانتین در کانبرا

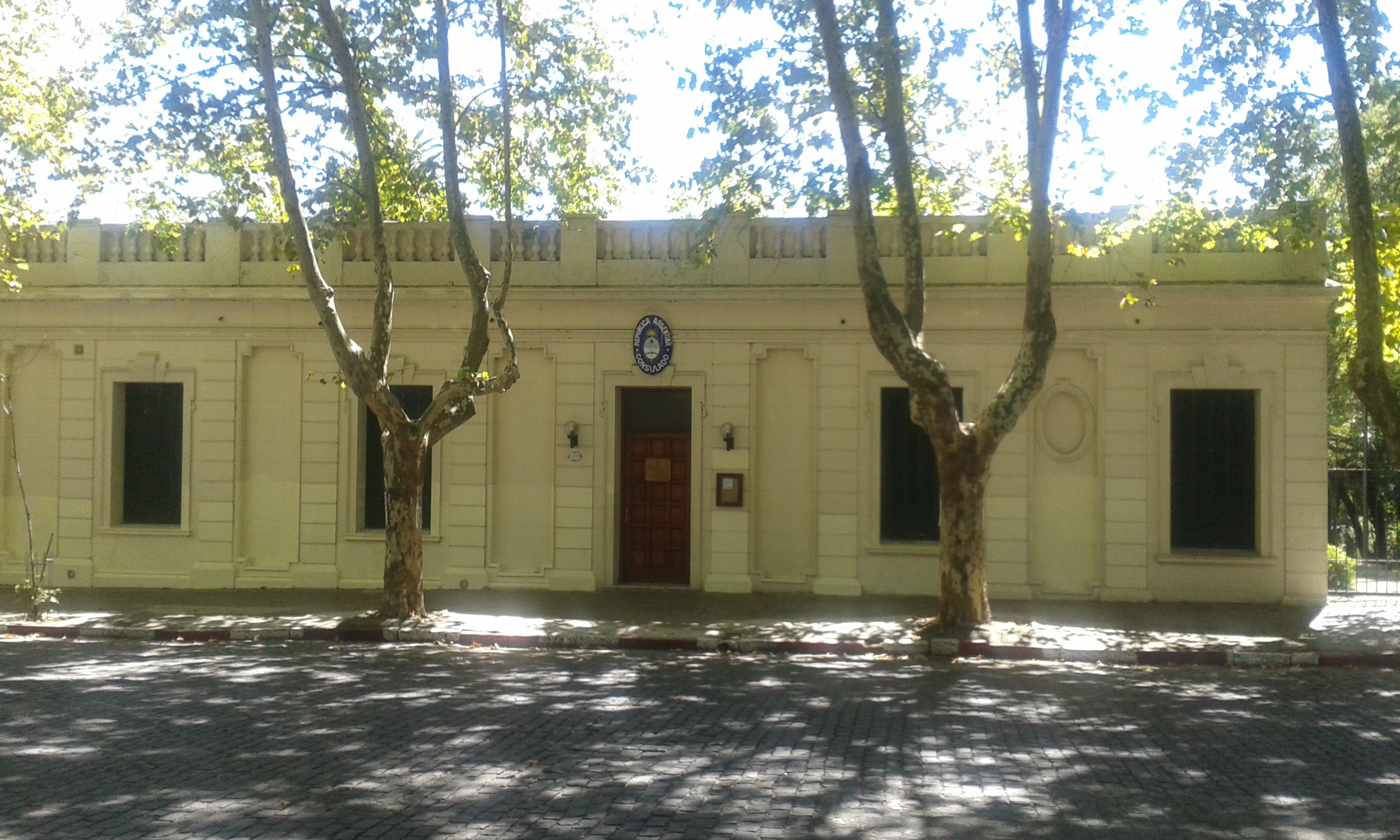
کنسولگری آرژانتین در کلونیا دل ساکرامنتو

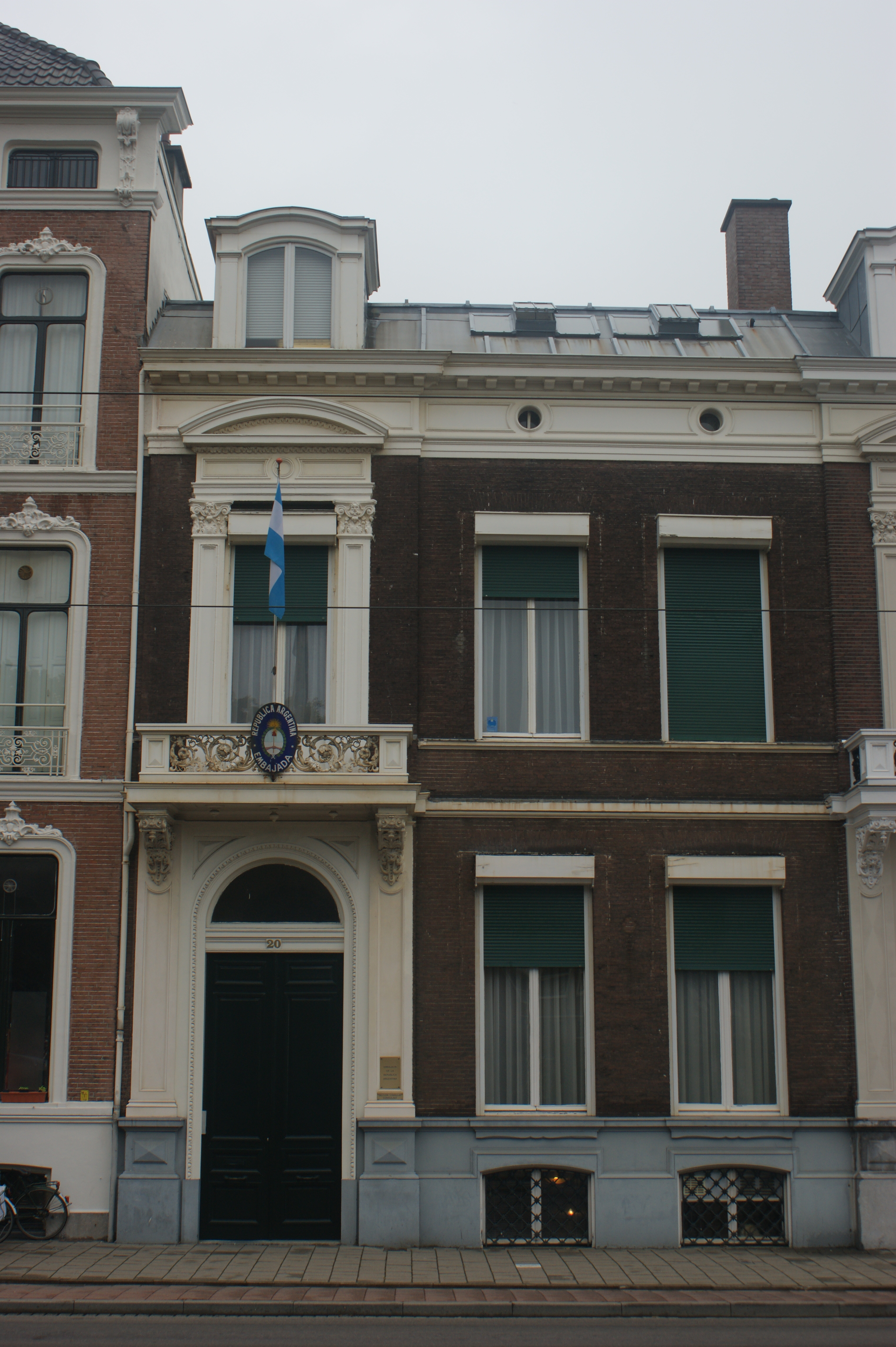
سفارتخانه آرژانتین در لاهه

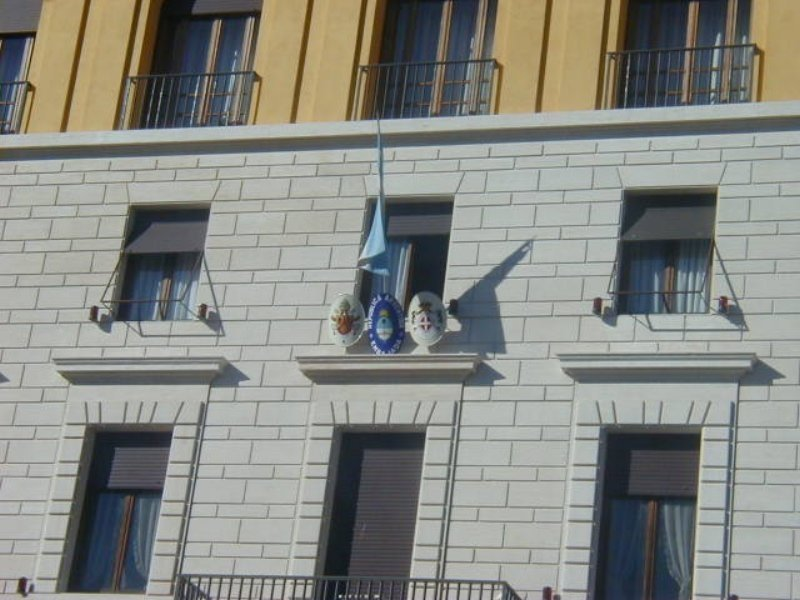
سفارتخانه آرژانتین در واتیکان

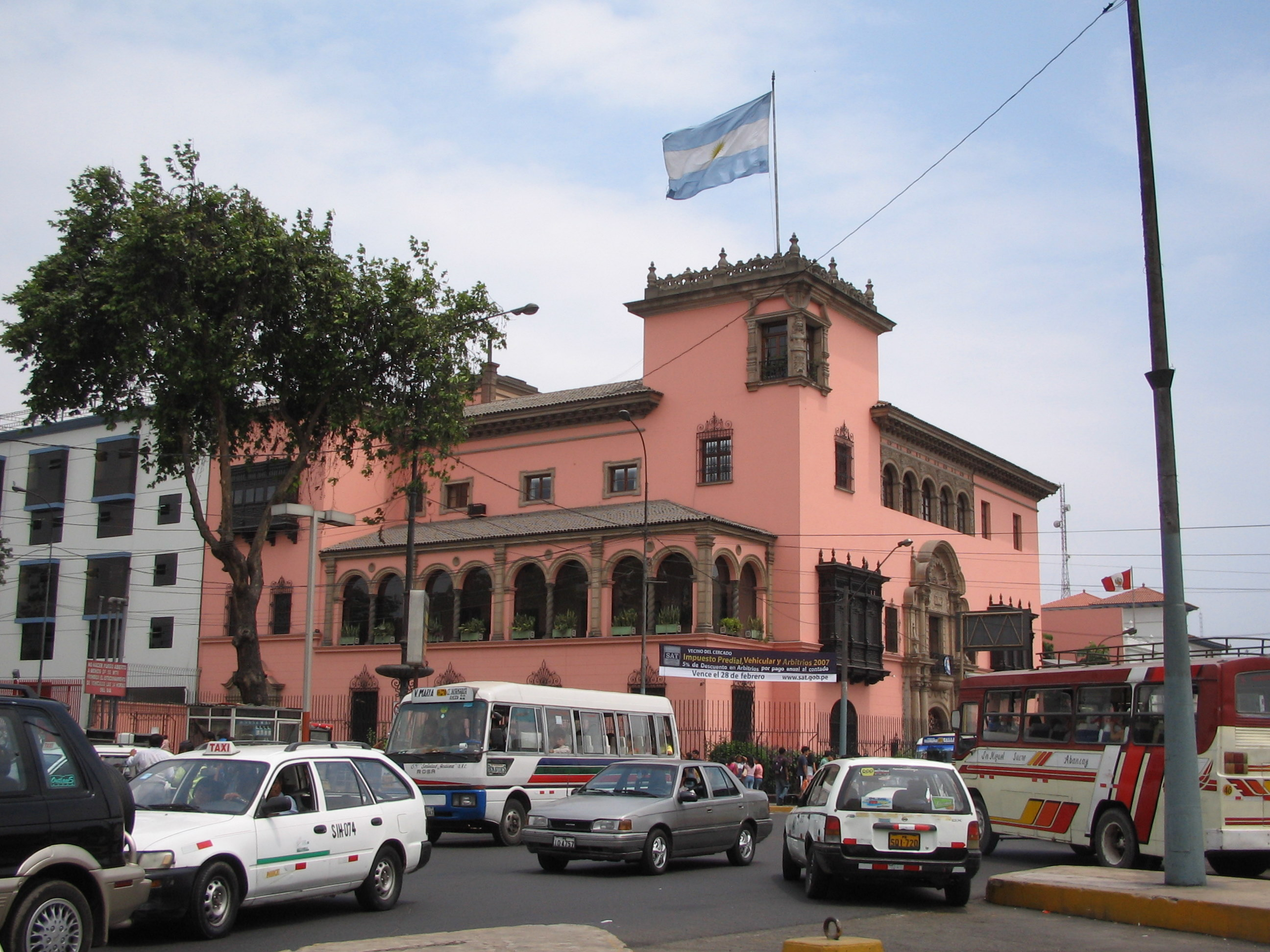
سفارتخانه آرژانتین در لیما

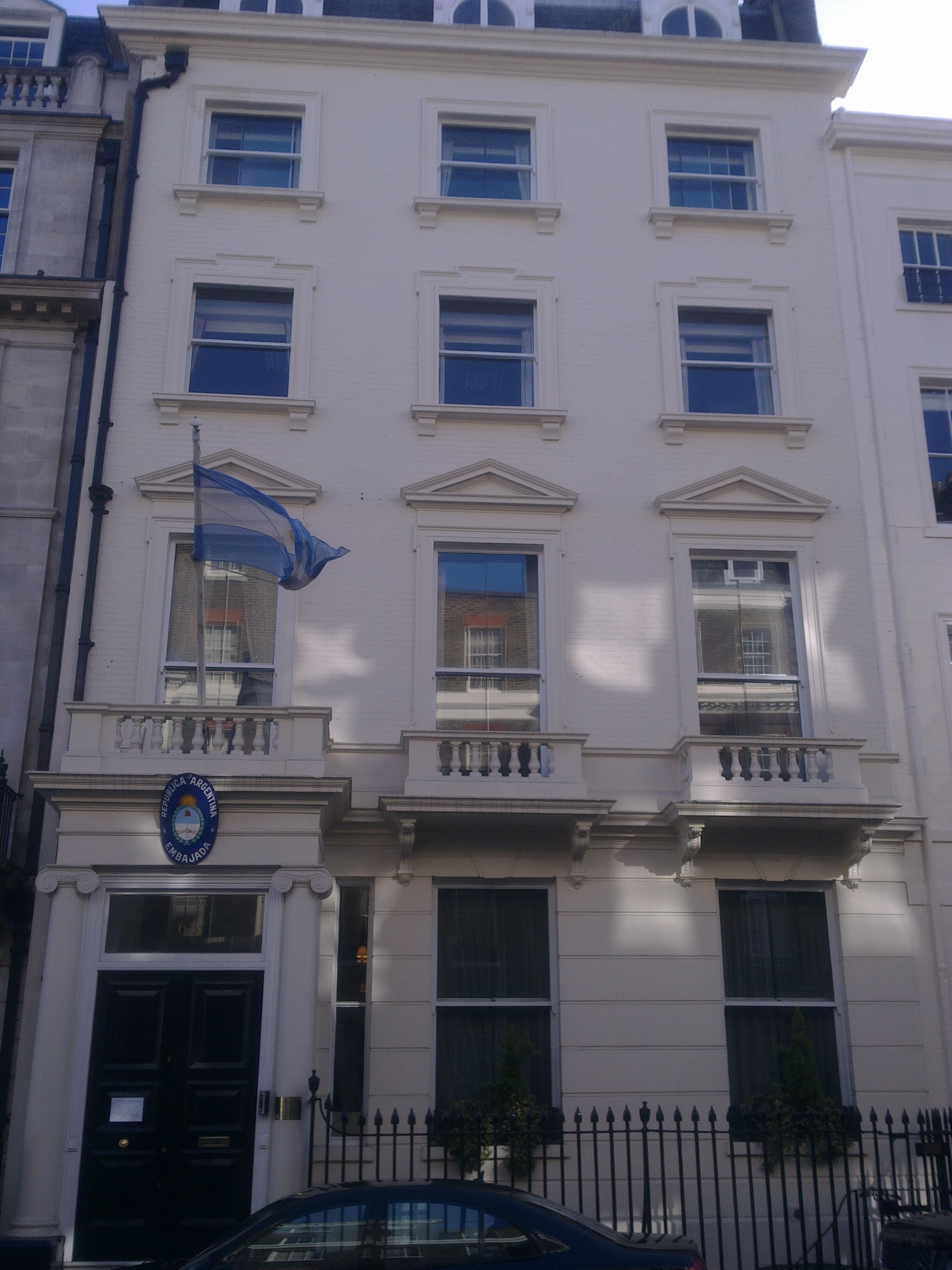
سفارتخانه آرژانتین در لندن

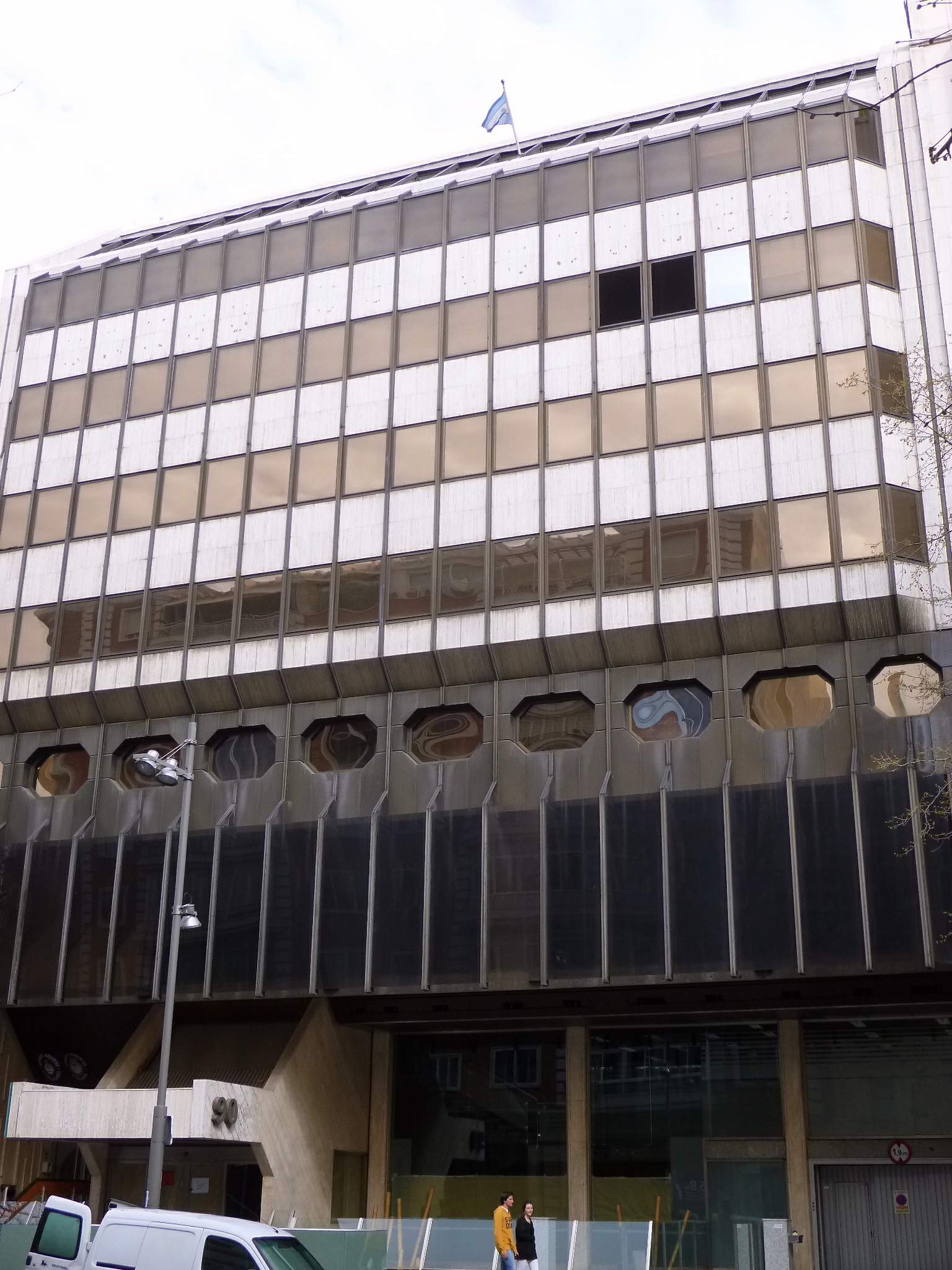
سفارتخانه آرژانتین در مادرید

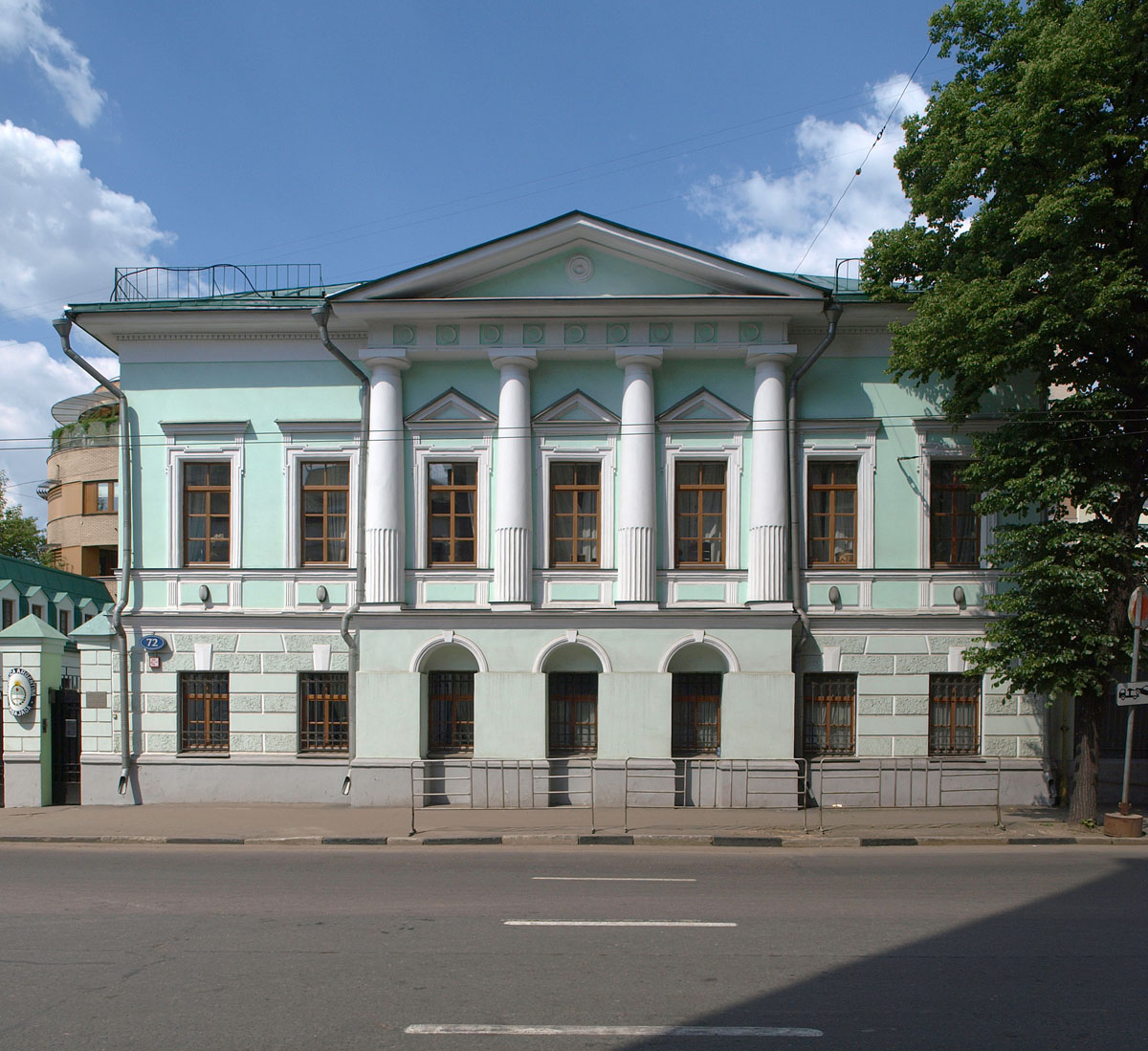
سفارتخانه آرژانتین در مسکو

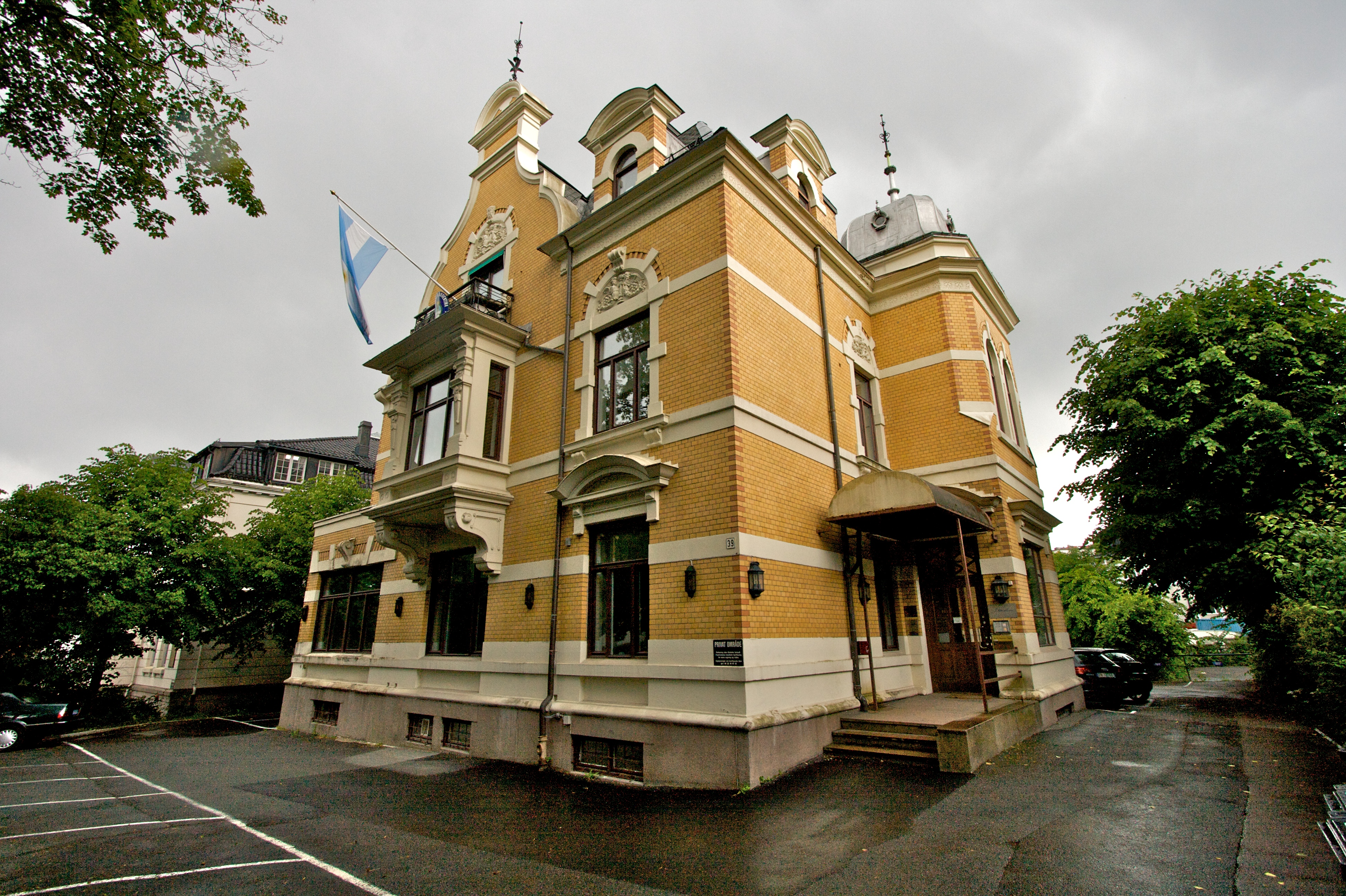
سفارتخانه آرژانتین در اسلو

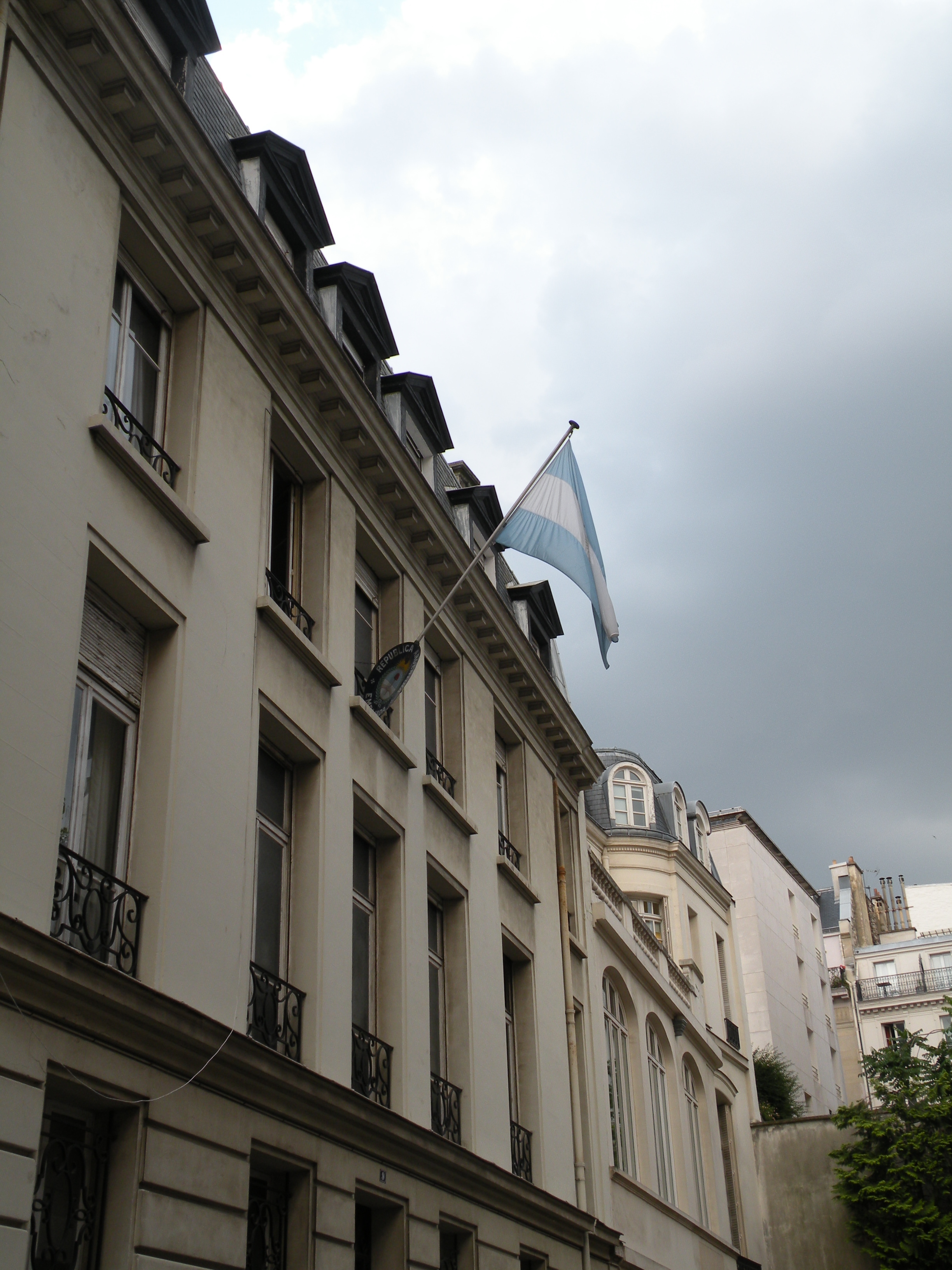
سفارتخانه آرژانتین در پاریس

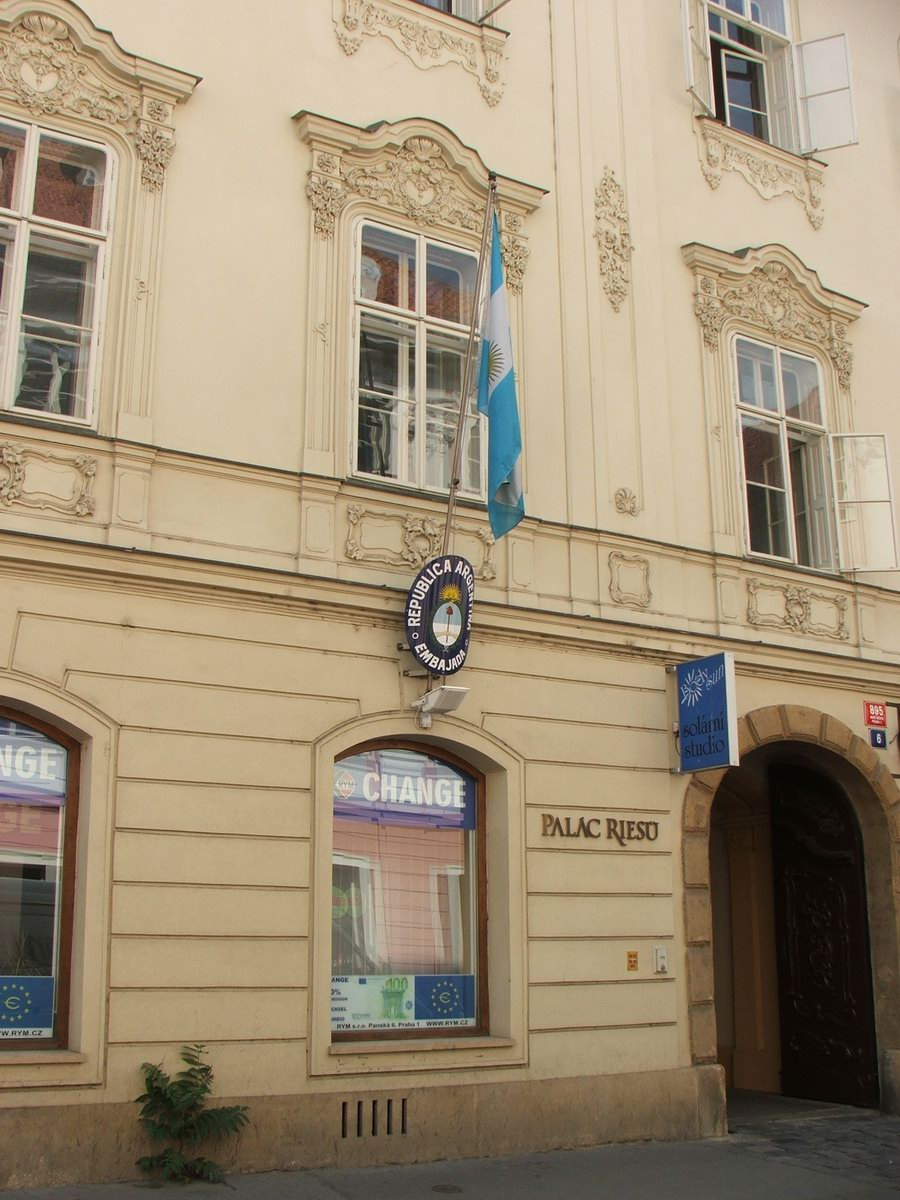
سفارتخانه آرژانتین در پراگ

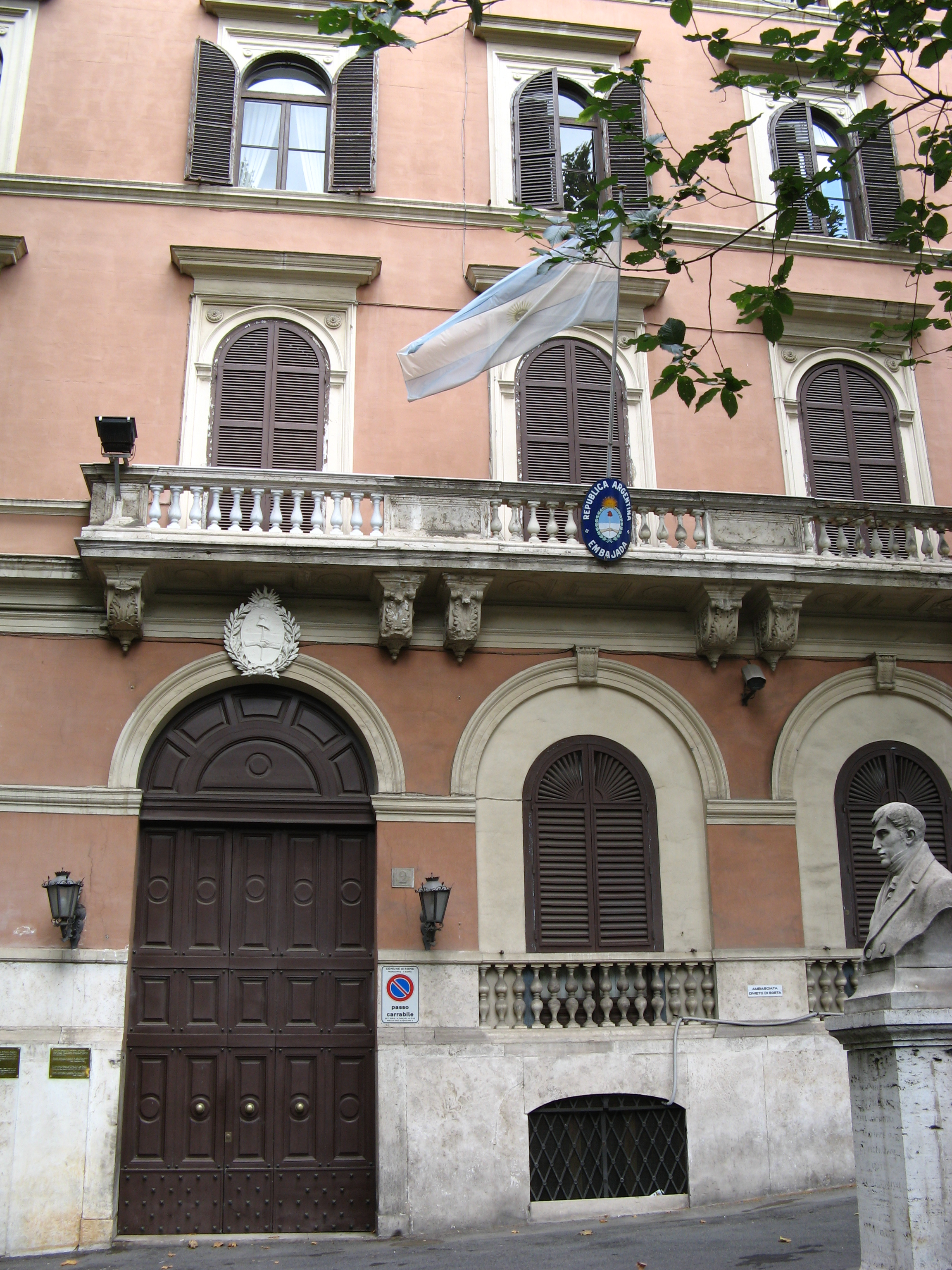
سفارتخانه آرژانتین در رم

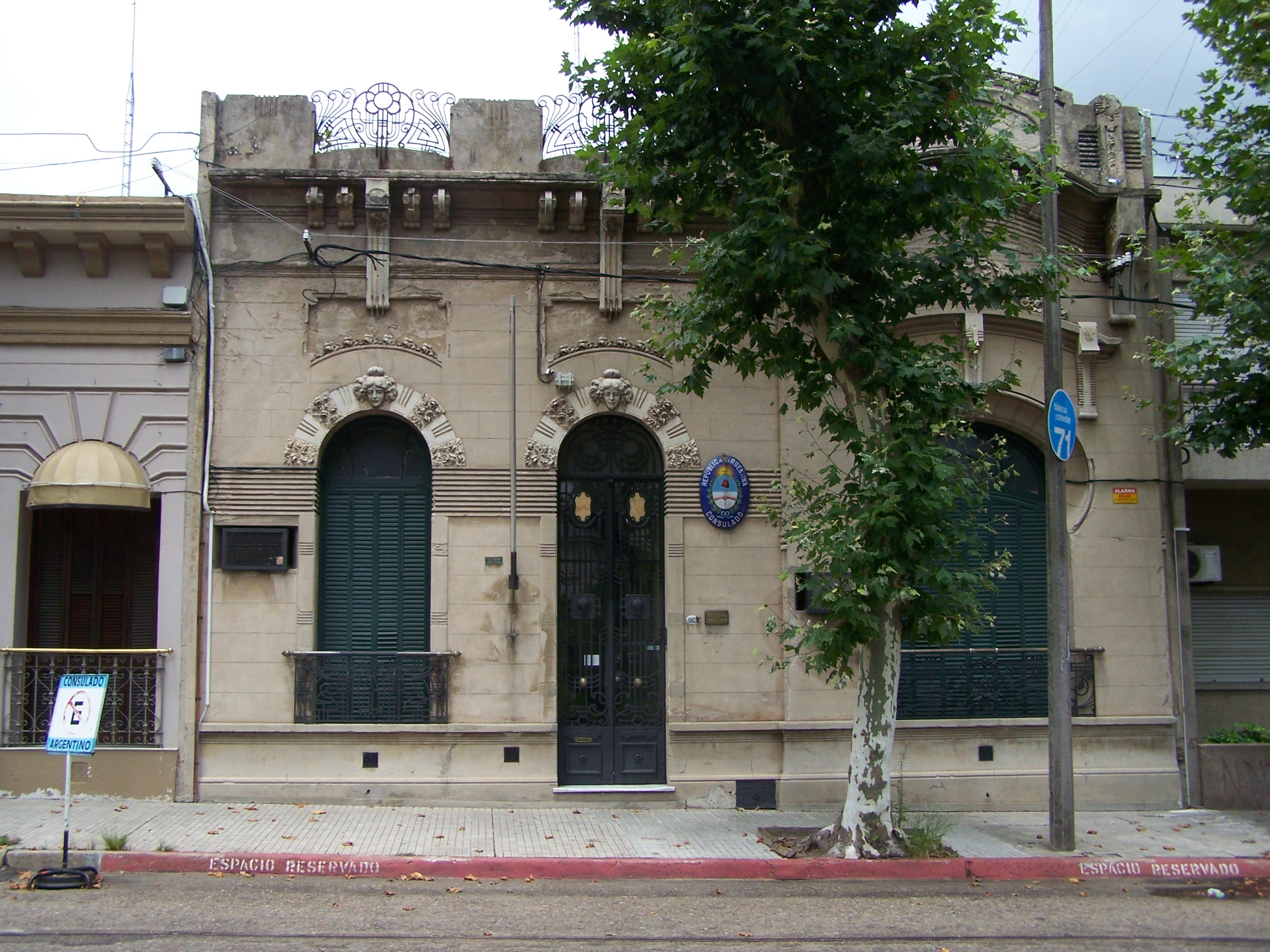
کنسولگری آرژانتین در سالتو

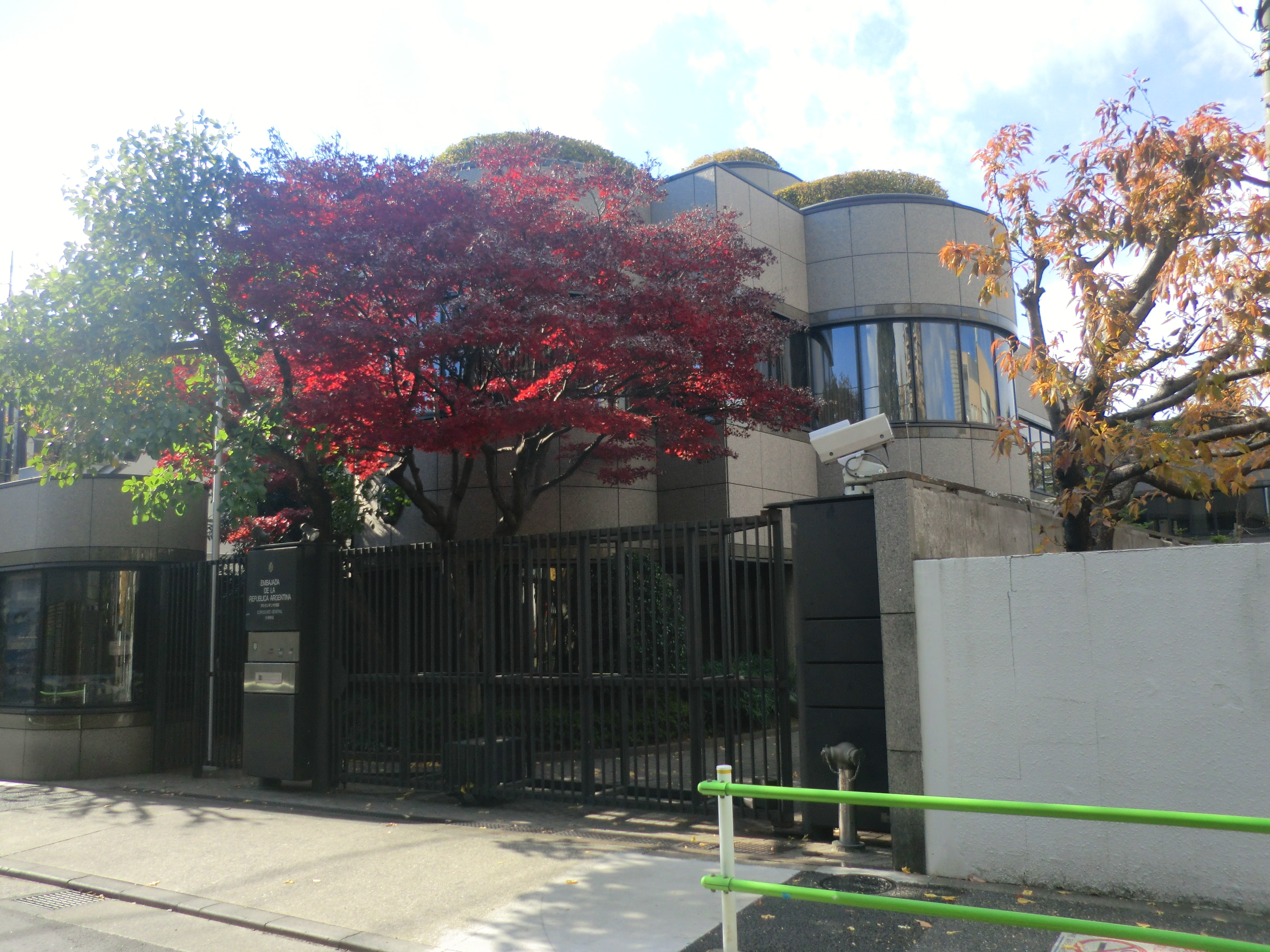
سفارتخانه آرژانتین در توکیو

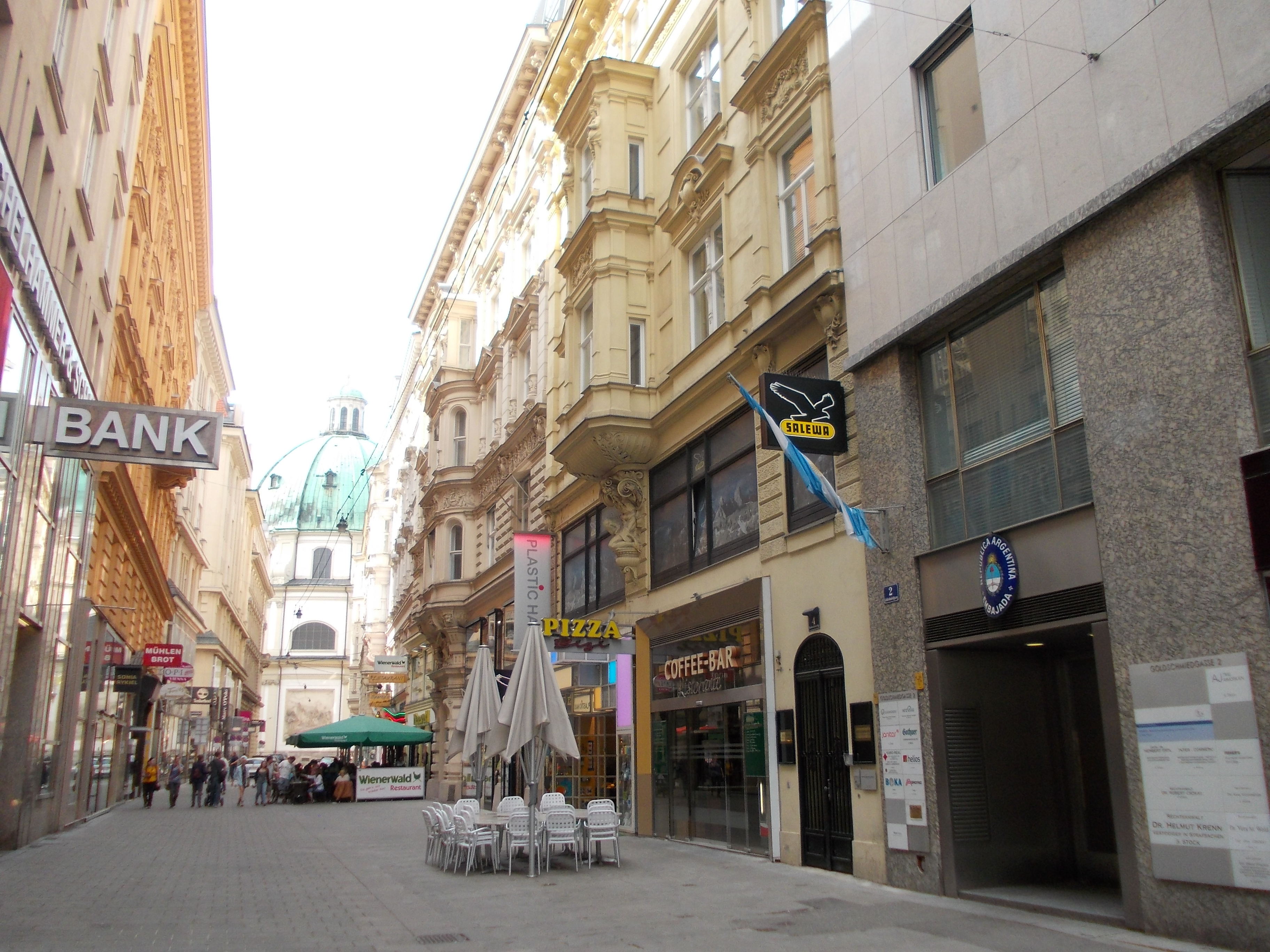
سفارتخانه آرژانتین در وین

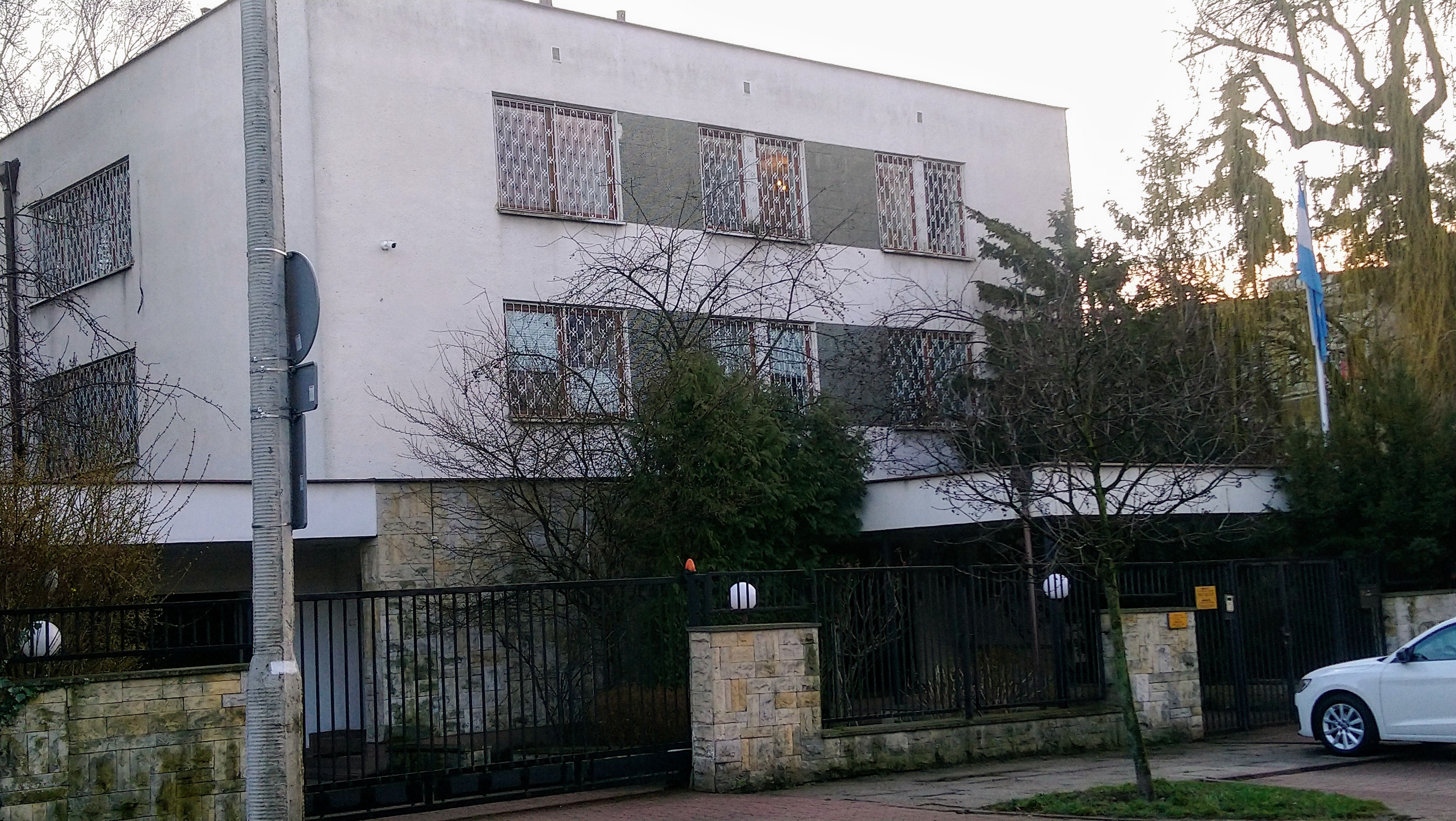
سفارتخانه آرژانتین در ورشو

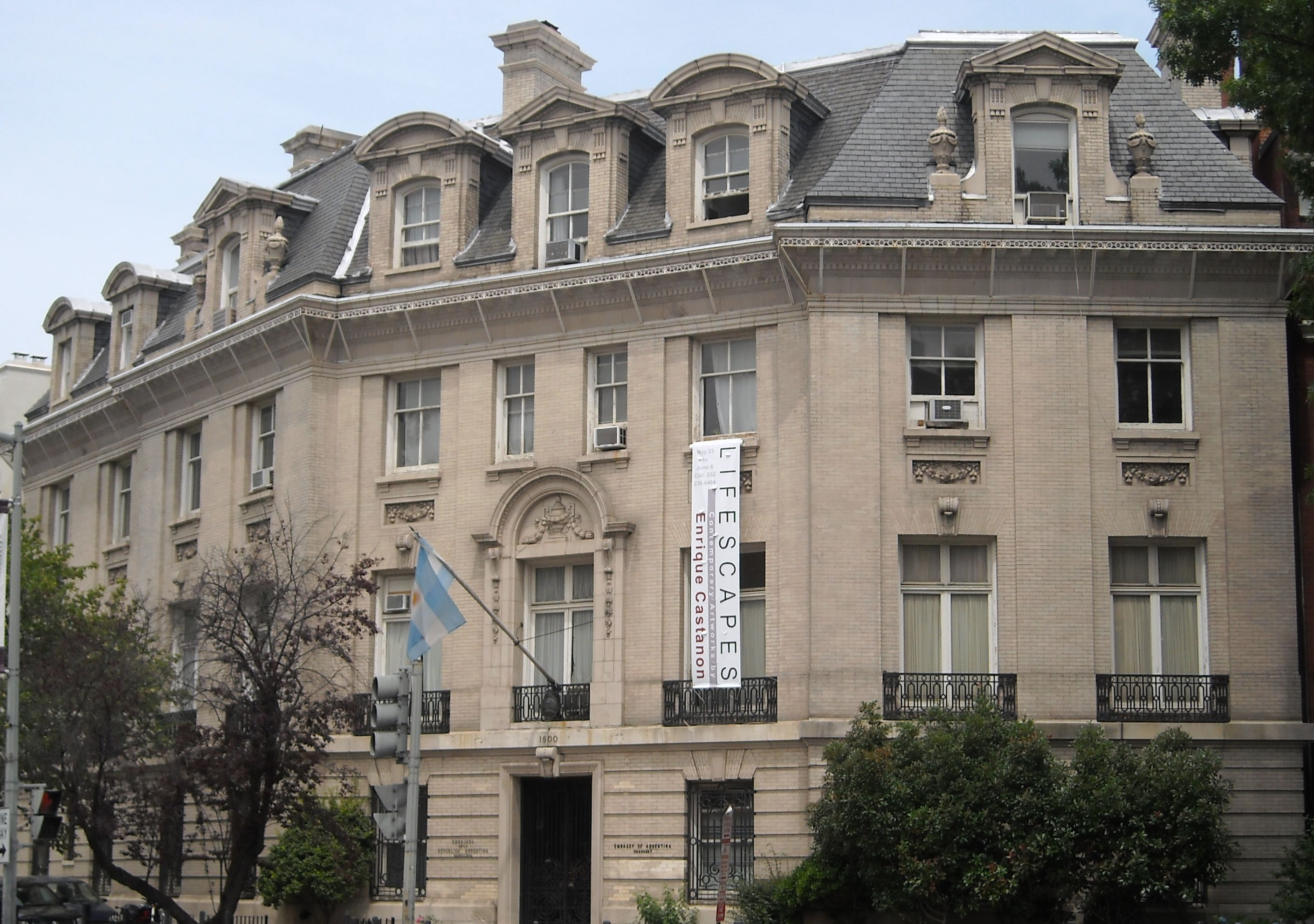
سفارتخانه آرژانتین در واشنگتن دی سی.

- ارمنستان
  - ایروان (سفارت)
- جمهوری آذربایجان
  - باکو (سفارت)
- چین
  - پکن (سفارت)
  - گوانگژو (سرکنسولگری)
  - هنگ کنگ (سرکنسولگری)
  - شانگهای (سرکنسولگری)
- هند
  - دهلی نو (سفارت)
  - بمبئی (سرکنسولگری)
- اندونزی
  - جاکارتا (سفارت)
- ایران
  - تهران (سفارت)
- اسرائیل
  - تل آویو (سفارت)
- ژاپن
  - توکیو (سفارت)
- کره جنوبی
  - سئول (سفارت)
- کویت
  - کویت (سفارت)
- لبنان
  - بیروت (سفارت)
- مالزی
  - کوالالامپور (سفارت)
- پاکستان
  - اسلام‌آباد (سفارت)
- فلسطین
  - رام‌الله (دفتر نمایندگی)
- فیلیپین
  - مانیل (سفارت)
- قطر
  - دوحه (سفارت)
- عربستان سعودی
  - ریاض (سفارت)
- تایوان (Taiwan)
  - تایپه (دفتر تجاری و فرهنگی)
- تایلند
  - بانکوک (سفارت)
- ترکیه
  - آنکارا (سفارت)
  - استانبول (سرکنسولگری)
- امارات متحده عربی
  - ابوظبی (سفارت)
- ویتنام
  - هانوی (سفارت)

## آفریقا
- الجزایر
  - الجزیره (سفارت)
- آنگولا
  - لواندا (سفارت)
- مصر
  - قاهره (سفارت)
- اتیوپی
  - آدیس آبابا (سفارت)
- کنیا
  - نایروبی (سفارت)
- لیبی
  - طرابلس (سفارت)
- مراکش
  - رباط (سفارت)
- موزامبیک
  - ماپوتو (سفارت)
- نیجریه
  - ابوجا (سفارت)
- آفریقای جنوبی
  - پرتوریا (سفارت)
  - ژوهانسبورگ (سرکنسولگری)
- تونس
  - تونس (سفارت)

## آمریکا
- باربادوس
  - بریج‌تاون (سفارت)
- بولیوی
  - لاپاز (سفارت)
  - سانتا کروس د لا سیرا (سرکنسولگری)
  - تاریجا (سرکنسولگری)
  - کوچابامبا (کنسولگری)
  - ویلازون (کنسولگری)
  - یاکویبا (کنسولگری)
- برزیل
  - برازیلیا (سفارت)
  - پورتو آلگری (سرکنسولگری)
  - ریو دو ژانیرو (سرکنسولگری)
  - سائوپائولو (سرکنسولگری)
  - بلو هوریزونته (کنسولگری)
  - کوریتیبا (کنسولگری)
  - فلوریانوپلیس (کنسولگری)
  - فوز دو لوآچو (کنسولگری)
  - رسیف (کنسولگری)
  - سالوادور، باییا (کنسولگری)
  - اوروگوایانا (کنسولگری)
- کانادا
  - اتاوا (سفارت)
  - مونترال (سرکنسولگری)
  - تورنتو (سرکنسولگری)
- شیلی
  - سانتیاگو (سفارت)
  - پونتا آرناس (سرکنسولگری)
  - والپارایسو (سرکنسولگری)
  - آنتوفاگاستا (کنسولگری)
  - کنسپسیون (کنسولگری)
  - پوئرتو مونتت (کنسولگری)
- کلمبیا
  - بوگوتا (سفارت)
- کاستاریکا
  - سان خوزه (سفارت)
- کوبا
  - هاوانا (سفارت)
- جمهوری دومینیکن
  - سانتو دومینگو (سفارت)
- اکوادور
  - کیتو (سفارت)
  - گوایاکیول (کنسولگری)
- السالوادور
  - سان سالوادور (سفارت)
- گواتمالا
  - گواتمالاسیتی (سفارت)
- گویان
  - جورج تاون (سفارت)
- هائیتی
  - پورتو پرنس (سفارت)
- هندوراس
  - تگوسیگالپا (سفارت)
- جامائیکا
  - کینگستون (سفارت)
- مکزیک
  - مکزیکوسیتی (سفارت)
- نیکاراگوئه
  - ماناگوا (سفارت)
- پاناما
  - پاناماسیتی (سفارت)
- پاراگوئه
  - آسونسیون (سفارت)
  - سیوداد دل استه (سرکنسولگری)
  - انکارانسیون (سرکنسولگری)
- پرو
  - لیما (سفارت)
- سنت لوسیا
  - کاستریس (سفارت)
- سورینام
  - پاراماریبو (سفارت)
- ترینیداد و توباگو
  - پرت آو اسپاین (سفارت)
- ایالات متحده آمریکا
  - واشنگتن دی سی (سفارت)
  - آتلانتا (سرکنسولگری)
  - شیکاگو (سرکنسولگری)
  - هوستون (سرکنسولگری)
  - لس آنجلس (سرکنسولگری)
  - میامی (سرکنسولگری)
  - نیویورک (سرکنسولگری)
- اروگوئه
  - مونته ویدئو (سفارت)
  - کولونیا دل ساکرامنتو (کنسولگری)
  - فرای بنتوس (کنسولگری)
  - مالدونادو (کنسولگری)
  - پایساندو (کنسولگری)
  - سالتو (کنسولگری)
- ونزوئلا
  - کاراکاس (سفارت)

## اروپا
- اتریش
  - وین (سفارت)
- بلژیک
  - بروکسل (سفارت)
- بلغارستان
  - صوفیه (سفارت)
- جمهوری چک
  - پراگ (سفارت)
- دانمارک
  - کپنهاگ (سفارت)
- فنلاند
  - هلسینکی (سفارت)
- فرانسه
  - پاریس (سفارت)
- آلمان
  - برلین (سفارت)
  - فرانکفورت (سرکنسولگری)
  - هامبورگ (سرکنسولگری)
  - بن (کنسولگری)
- یونان
  - آتن (سفارت)
- سریر مقدس
  - واتیکان (سفارت)
- مجارستان
  - بوداپست (سفارت)
- جمهوری ایرلند
  - دوبلین (سفارت)
- ایتالیا
  - رم (سفارت)
  - میلان (سرکنسولگری)
- هلند
  - لاهه (سفارت)
- نروژ
  - اسلو (سفارت)
- لهستان
  - ورشو (سفارت)
- پرتغال
  - لیسبون (سفارت)
- رومانی
  - بخارست (سفارت)
- روسیه
  - مسکو (سفارت)
- صربستان
  - بلگراد (سفارت)
- اسپانیا
  - مادرید (سفارت)
  - بارسلونا (سرکنسولگری)
  - ویگو (سرکنسولگری)
  - کادیس (کنسولگری)
  - پالما ده مایورکا (کنسولگری)
  - سانتا کروس (کنسولگری)
- سوئد
  - استکهلم (سفارت)
- سوئیس
  - برن (سفارت)
- اوکراین
  - کی یف (سفارت)
- بریتانیا
  - لندن (سفارت)

## اقیانوسیه
- استرالیا
  - کانبرا (سفارت)
  - سیدنی (سرکنسولگری)
- نیوزیلند
  - ولینگتون (سفارت)

## سازمان‌های چندجانبه
- بروکسل (مأموریت به اتحادیه اروپا)
- ژنو (مأموریت دائمی به سازمان ملل متحد و دیگر سازمان‌های بین‌المللی در ژنو)
- مونته ویدئو (مأموریت دائمی به انجمن یکپارچگی آمریکای لاتین و مرکوسور)
- نایروبی (مأموریت دائمی به سازمان ملل متحد و دیگر سازمان‌های بین‌المللی)
- نیویورک (نمایندگی دائم در سازمان ملل متحد)
- پاریس (نمایندگی دائم در یونسکو)
- رم (نمایندگی دائم در فائو)
- وین (نمایندگی دائم در سازمان ملل متحد)
- واشنگتن دی سی (نمایندگی دائم در سازمان کشورهای آمریکایی)